# Divorț... din dragoste
Divorț... din dragoste, alternativ Divorț din dragoste, este un film românesc din 1992, regizat de Andrei Blaier. Rolurile principale sunt interpretate de Horațiu Mălăele, Emilia Popescu, Dorina Lazăr, Gheorghe Dinică, Andrei Finți și Coca Bloos.
Subiectul filmului îl reprezintă un proces de divorț intentat de doi tineri soți pentru a putea locui singuri în apartamentul pe care abia îl cumpăraseră și în care autoritățile României comuniste le repartizaseră cu forța un chiriaș.

## Rezumat
Acțiunea filmului se petrece în ultimii ani ai României comuniste. Cu ajutorul financiar al părinților și prin vânzarea unei Dacii din 1985, tinerii soți Dan (Horațiu Mălăele) și Angela Cantemir (Emilia Popescu) cumpără un apartament cu patru camere într-un bloc din București și se mută acolo. La scurtă vreme după mutarea lor, în timp ce aveau musafiri invitați, la ușa apartamentului sosește sergentul-major de miliție Pordea (Alexandru Bindea) împreună cu coafeza Florentina Leu (Marela Anghel). Cei doi analizează apartamentul, iar Florentina se declară mulțumită, fără ca ceilalți să știe din ce motiv.
A doua zi, soții primesc o citație și se prezintă la Direcția Spațiului Locativ din cadrul Consiliului Popular al Sectorului 4. Funcționarul de acolo îi informează că în conformitate cu legile țării cei doi soți au dreptul la numai trei camere, iar prin urmare ei trebuie să închirieze o cameră unui „om al muncii care are nevoie de locuință”, mai precis coafezei Florentina Leu. Ajunși acasă, ei o găsesc pe chiriașa repartizată de primărie care-i aștepta cu o valiză. Dan o alungă pe coafeză, dar este săltat imediat de doi securiști îmbrăcați civil care-l duc la o clinică de boli psihice. Medicul Eduard Mezincu (Andrei Finți), care le era prieten, le face cunoștință celor doi cu avocata Nicoleta Dumitriu (Dorina Lazăr). Aceasta din urmă le sugerează să divorțeze pentru a avea astfel drept la apartamentul cu patru camere. După o discuție scurtă, Dan și Angela consimt să divorțeze de formă.
Judecătoarea (Coca Bloos) refuză să desfacă mariajul și, afirmând că statul socialist apără familia, le spune că motivele invocate de soți (refuzul matematicianului Dan de a întreține relații sexuale cu soția sa și pretinsele bătăi trase Angelei pentru că nu voia să joace șah cu el toată noaptea) nu sunt suficiente. Soții sunt nevoiți astfel să intenteze proces de divorț, fiecare având câte un avocat: Dan pe Nicoleta Dumitriu, iar Angela pe Flavius Prună (Gheorghe Dinică). Prietenii lor sunt citați ca martori. Aceștia sunt însă niște intelectuali cu capul în nori, iar depozițiile lor, pe lângă faptul că nu sunt înțelese de completul de judecată, mai sunt și contradictorii. Astfel un prieten susține că soțul nu-și face datoriile conjugale de soț, pe când un altul susține că și le face de prea multe ori.
În plus, tovarășa Venerica Dulamă, o funcționară de la Serviciul de cadre (Ruxandra Sireteanu) al instituției unde lucra Dan, auzind la proces că matematicianul ar suferi de priapism (o afecțiune ce cauzează erecția permanentă a penisului) și ar avea un libido exagerat, începe să-l curteze cu insistență pentru a-i deveni amant. În cele din urmă, Angela, disperată că judecătoarea ar avea intenția să refuze pronunțarea divorțului, susține în sala de judecată că ar avea un amant. Între cei doi soți are loc apoi o ceartă. Angela îl roagă pe medicul Eduard Mezincu să vină în vizită la ea pentru ca prietenii lor să-i surprindă împreună și să depună mărturie că ea își înșală soțul. În același timp, Dan apelează la inginerul Codin Mocanu (Theodor Danetti), un pensionar ce-și rotunjea veniturile dând mărturii false la tribunal. În seara în care Eduard a venit în vizită la Angela au sosit în apartamentul lăsat intenționat descuiat atât prietenii, cât și Dan cu inginerul Mocanu, precum și sergentul Pordea cu coafeza. Văzându-și soția cu medicul, Dan îl ia pe acesta la bătaie și anunță că va divorța de-adevăratelea.
La înfățișarea de la proces, prietenii refuză să se mai prezinte, sergentul Pordea declară că cei doi soți duc o viață exemplară și în seara incriminată nu s-a întâmplat nimic deosebit, iar inginerul Mocanu este arestat pentru mărturie mincinoasă deoarece a contrazis declarația organului legii. Divorțul nu se pronunță, iar Dan are o izbucnire nervoasă în sala de judecată acuzând condițiile de trai din statul socialist. A doua zi, coafeza vine și le spune că nu se mai mută deoarece și-a găsit un logodnic arab cu bani mulți. Dan așteaptă să fie arestat, cu bagajul pregătit, în timp ce Angela plânge. La ușa apartamentului bat cei doi securiști în civil care-l iau pe Dan cu ei.

## Distribuție
- Horațiu Mălăele — matematicianul Dan Cantemir
- Emilia Popescu — profesoara Angela Cantemir, soția lui Dan
- Dorina Lazăr — avocata Nicoleta Dumitriu
- Gheorghe Dinică — avocatul Flavius Prună
- Andrei Finți — medicul Eduard Mezincu
- Coca Bloos — judecătoarea (menționată Coca Bloss)
- Ruxandra Sireteanu — Venerica Dulamă, șefa Biroului de Cadre
- Magda Catone — martora Mica Florea, soția poetului
- Camelia Zorlescu — ziarista Alice Corbu
- Marela Anghel — coafeza Florentina Leu
- Adriana Șchiopu — martora Aurelia Ionescu, pasionată de arta culinară
- Theodor Danetti — inginerul pensionar Codin Mocanu (menționat Teodor Danetti)
- Petre Lupu — profesorul Daniel Eduard René Dobre, poreclit Dandu (menționat Petrică Lupu)
- Ion Haiduc — poetul Gabriel Florea (menționat Ioan Haiduc)
- Valer Dellakeza — filozoful
- Alexandru Bindea — sergent-major de miliție Ilie-Gelu Pordea
- Florin Anton
- Marian Lepădatu — Tomi, iubitul lui Alice
- Sanda Toma — mama lui Dan
- Lucia Mureșan — mama Angelei
- Virgil Andriescu — inginerul Dorel, cumpărătorul mașinii
- Gheorghe Negoescu — grefierul tribunalului
- Boris Petroff — funcționarul de la Direcția Spațiului Locativ a Sectorului 4 (menționat Boris Petrof)
- Aristide Teică — aprodul surd
- Elena Nica Dumitrescu
- Mioara Ifrim
- Tudor Heica
- Obren Păunovici — tatăl Angelei
- Aristița Diamandi
- Virginia Rogin
- Nicolae Ifrim
- Romulus Bărbulescu — contabilul pensionar Cornel Firică
- Cristian Rotaru Segall
- Vasile Popa

## Producție
Scenariul filmului a fost scris de Titus Popovici și Mircea Cornișteanu, după o idee a lui Andrei Blaier. Acesta a fost filmul de debut în scenaristică al lui Mircea Cornișteanu.
Filmul a fost produs de Studioul de creație „Profilm” și realizat în Studioul Cinematografic București. Regizori secunzi au fost Mona Segall Rotaru și Vilma Stan, iar filmările combinate au fost realizate de Nora Irimescu.

## Recepție
Filmul Divorț... din dragoste a fost vizionat de 72.560 de spectatori la cinematografele din România, după cum atestă o situație a numărului de spectatori înregistrat de filmele românești de la data premierei și până la data de 31.12.2007 alcătuită de Centrul Național al Cinematografiei.
În Istoria filmului românesc (1897-2000) (Ed. Fundației Culturale Române, București, 2000), criticul Călin Căliman consideră acest film ca fiind o comedie amară a cărei acțiune se petrece spre sfârșitul anilor '80, „când absurdul cotidian, la noi, atingea... recorduri mondiale”. El identifică mai multe semne grotești ale „Epocii de Aur”, reprezentate de un sectorist incult și arogant, de securiștii care apar de nicăieri ori de câte ori se găsește cineva care să protesteze față de sistemul comunist și de liderul suprem ale cărui discursuri sunt recitate de nebunii cocoțați în copacii din parcul spitalului de boli psihice.
Criticul Tudor Caranfil a dat filmului o stea din cinci și a făcut următorul comentariu: „După căsătorie, un cuplu e obligat să pună la dispoziția „Spațiului locativ” o cameră din apartamentul proprietate personală. Numai divorțul le-ar putea garanta intimitatea, revenindu-i fiecăruia câte două încăperi. În lupta cu tribunalul, divorțul ia dimensiuni imprevizibile. Regia promovează caricatura groasă, convențională, în stilul scheciurilor TV. Remarcabilă doar Bloos în rolul judecătoarei.”.

## Premii
Pentru interpretarea rolului principal masculin în acest film, actorul Horațiu Mălăele a obținut Premiul pentru cel mai bun actor la Festivalul Filmului de Tineret de la Costinești (1992).